# Дальмонте, Никола
Никола Дальмонте (итал. Nicola Dalmonte) родился 13 сентября 1997 года, Равенна, Италия) — итальянский футболист, нападающий клуба «Салернитана». Выступает за клуб «Катания» на правах аренды.

## Клубная карьера
Никола Дальмонте, будучи воспитанником академии «Чезены», дебютировал в составе основной команды 26 апреля 2015 года в матче Серии А против «Дженоа», заменив Франко Бриенца на 60 минуте. Первым голом в карьере Дальмонте отметился 23 апреля 2016 в матче с «Трапани». 3 мая футболист получил положительный результат антидопингового теста. 14 декабря Никола был приговорен к четырнадцати месяцам дисквалификации и был отстранен от игр до сентября 2017 года.
В августе 2018 года Дальмонте присоединился к «Дженоа». После дебютной игры с «Сассуоло» 2 сентября в сезоне 2018/19, Дальмонте появился на поле в двух играх с «Миланом» и «Фрозиноне».
В июле 2019 года был отдан в аренду швейцарскому клубу «Лугано». За полгода Никола отыграл 10 матчей в Суперлиге и забил один мяч в ворота «Базеля». 13 января 2020 года вингер перебрался в клуб Серии B «Трапани» до конца сезона 2019/20.
8 сентября 2020 Дальмонте был передан в аренду в клуб «Виченца», где снова встретился с главным тренером Доменико ди Карло, который являлся его наставником в «Чезене». Забив 4 мяча в 19 играх в первом сезоне, в июне 2021 года Никола подписал контракт с «Виченцей» на три года. В конце августа 2023 года Дальмонте отправился в аренду в «СПАЛ».
22 июля 2024 года Никола Дальмонте подписал двухлетний контракт с клубом «Салернитана». 28 января 2025 года отправился в аренду в клуб «Катания» из Серии C.

## Достижения
- Кубок Италии. Серия C: 2022/23